# Hypericum nakaii
Hypericum nakaii är en johannesörtsväxtart. Hypericum nakaii ingår i släktet johannesörter, och familjen johannesörtsväxter.

## Underarter
Arten delas in i följande underarter:
- H. n. miyabei
- H. n. nakaii
- H. n. tatewakii